# طريق (10)
طريق (10) هو طريق رئيسي في محافظة الأنبار غرب العراق، طوله 341 كيلومتراً، يبدأ من مدينة الرمادي إلى الرطبة إلى طريبيل.